# Championnat du Panama de football 2001
Navigation
Saison précédente Saison suivante
Le Championnat ANAPROF 2001 est la quatorzième édition de la première division panaméenne.
Lors de ce tournoi, le Panamá Viejo FC a tenté de conserver son titre de champion du Panama face aux neuf meilleurs clubs panaméens.
La saison était divisée en deux tournois, l'Apertura et le Clausura, le Deportivo Árabe Unido ayant remporté les deux tournois, il a été sacré champion sans disputer la finale du championnat.
Lors de chaque tournoi, chacun des dix clubs participant était confronté une fois aux neuf autres équipes. Puis les six meilleurs s'affrontaient lors d'une phase hexagonale et enfin les quatre meilleurs lors d'une phase finale à la fin du tournoi.
Seulement deux places étaient qualificatives pour la Copa Interclubes UNCAF.

## Les 10 clubs participants
| \| Panama City : Alianza FC Atlético Nacional Chorrillo FC Panamá Viejo FC CD Plaza Amador Tauro FC I Panama City Deportivo Árabe Unido Atlético Chiriquí San Francisco FC Sporting San Miguelito \| Localisation des clubs engagés dans le championnat. |
| Panama City : Alianza FC Atlético Nacional Chorrillo FC Panamá Viejo FC CD Plaza Amador Tauro FC I Panama City Deportivo Árabe Unido Atlético Chiriquí San Francisco FC Sporting San Miguelito                                                           |

| Club                   | Stade                                    | Capacité          | Ville         |
| Alianza FC             | Stade Rommel Fernández                   | 32 000            | Panama City   |
| Deportivo Árabe Unido  | Stade Mariano Bula                       | Capacité inconnue | Colón         |
| Atlético Nacional (en) | Stade Agustín Sánchez                    | 3 040             | Panama City   |
| Atlético Chiriquí      | Stade San Cristóbal                      | 2 500             | David         |
| Chorrillo FC           | Stade Municipal de Balboa                | 2 000             | Panama City   |
| Panama Viejo FC        | Stade Rommel Fernández                   | 32 000            | Panamá Viejo  |
| CD Plaza Amador        | Stade Rommel Fernández                   | 32 000            | Panama City   |
| San Francisco FC       | Stade Agustín Sánchez                    | 3 040             | La Chorrera   |
| Sporting San Miguelito | Stade Rommel Fernández Stade Javier Cruz | 32 000 2 500      | San Miguelito |
| Tauro FC               | Stade Rommel Fernández                   | 32 000            | Panama City   |

## Tournoi Apertura
Le tournoi Apertura  se déroule de la façon suivante, en trois phases :
- La phase de qualification : les neuf journées de championnat.
- La phase hexagonale : cinq journées de championnat supplémentaires.
- La phase finale : les matchs aller-retour allant des demi-finales à la finale.

### Phase de qualification
Lors de la phase de qualification les dix équipes affrontent à une reprises les neuf autres équipes selon un calendrier tiré aléatoirement.
Les six meilleures équipes sont qualifiées pour la phase hexagonale.
Le classement est établi sur le barème de points classique (victoire à 3 points, match nul à 1, défaite à 0).
Le départage final se fait selon les critères suivants :
- Le nombre de points.
- Le nombre de points particulier.
- La différence de buts particulière.
- La différence de buts générale.
- Le nombre de buts marqués.

#### Classements
| Rang | Équipe                 | Pts | J | G | N | P | Bp | Bc | Diff |
| ---- | ---------------------- | --- | - | - | - | - | -- | -- | ---- |
| 1    | San Francisco FC       | 17  | 9 | 5 | 2 | 2 | 17 | 13 | +4   |
| 2    | Panamá Viejo FC (T)    | 16  | 9 | 4 | 4 | 1 | 16 | 12 | +4   |
| 3    | Deportivo Árabe Unido  | 15  | 9 | 5 | 0 | 4 | 14 | 9  | +5   |
| 4    | Tauro FC               | 15  | 9 | 4 | 3 | 2 | 16 | 12 | +4   |
| 5    | CD Plaza Amador        | 14  | 9 | 4 | 2 | 3 | 13 | 12 | +1   |
| 6    | Sporting San Miguelito | 13  | 9 | 4 | 1 | 4 | 14 | 11 | +3   |
| 7    | Alianza FC             | 13  | 9 | 3 | 4 | 2 | 13 | 11 | +2   |
| 8    | Chorrillo FC (P)       | 9   | 9 | 2 | 3 | 4 | 6  | 10 | -4   |
| 9    | Atlético Nacional (en) | 9   | 9 | 2 | 3 | 4 | 7  | 12 | -5   |
| 10   | Atlético Chiriquí      | 2   | 9 | 0 | 2 | 7 | 9  | 23 | -14  |

| Légende : Qualifications et relégations | Légende : Qualifications et relégations             |
| --------------------------------------- | --------------------------------------------------- |
|                                         | Qualifié pour la phase hexagonale                   |
|                                         | (T) : Tenant du titre (P) : Promu de la saison 2000 |

#### Matchs
| Résultats (▼dom., ►ext.)                                   | Ali | Ára | Chi | Cho | Atl | Pan | Pla | San | Spo | Tau |
| Alianza FC                                                 |     |     | 4-2 | 0-0 | 1-1 | 2-1 |     | 2-2 | 1-2 | 1-0 |
| Deportivo Árabe Unido                                      | 1-0 |     |     |     | 2-1 |     | 3-0 |     | 1-2 | 3-1 |
| Atlético Chiriquí                                          |     | 0-2 |     |     | 1-1 | 2-4 | 1-3 | 1-2 |     |     |
| Chorrillo FC                                               |     | 1-0 | 1-1 |     |     | 1-2 |     |     | 1-0 | 2-2 |
| Atlético Nacional (en)                                     |     |     |     | 2-0 |     |     | 1-0 |     | 1-3 |     |
| Panamá Viejo FC                                            |     | 3-2 |     |     | 0-0 |     | 1-1 |     | 2-2 |     |
| CD Plaza Amador                                            | 2-2 |     |     | 2-0 |     |     |     | 4-2 | 1-0 |     |
| San Francisco FC                                           |     | 1-0 |     | 1-0 | 3-0 | 1-2 |     |     | 2-1 | 3-3 |
| Sporting San Miguelito                                     |     |     | 3-0 |     |     |     |     |     |     | 1-2 |
| Tauro FC                                                   |     |     |     | 3-1 | 2-0 | 1-1 | 2-0 |     |     |     |
| - Victoire à domicile - Match nul - Victoire à l'extérieur |     |     |     |     |     |     |     |     |     |     |

### La phase hexagonale
Lors de la phase hexagonale les six équipes affrontent à une reprises les cinq autres équipes selon un calendrier tiré aléatoirement.
Les quatre meilleures équipes sont qualifiées pour la phase finale.
Le classement est établi sur le barème de points classique (victoire à 3 points, match nul à 1, défaite à 0).
Le départage final se fait selon les critères suivants :
- Le nombre de points.
- Le nombre de points particulier.
- La différence de buts particulière.
- La différence de buts générale.
- Le nombre de buts marqués.

#### Classement
| Rang | Équipe                 | Pts | J | G | N | P | Bp | Bc | Diff |
| ---- | ---------------------- | --- | - | - | - | - | -- | -- | ---- |
| 1    | Deportivo Árabe Unido  | 8   | 5 | 2 | 2 | 1 | 8  | 8  | 0    |
| 2    | CD Plaza Amador        | 7   | 5 | 2 | 1 | 2 | 7  | 8  | -1   |
| 3    | San Francisco FC       | 7   | 5 | 2 | 1 | 2 | 7  | 8  | -1   |
| 4    | Sporting San Miguelito | 6   | 5 | 1 | 3 | 1 | 10 | 8  | +2   |
| 5    | Tauro FC               | 6   | 5 | 2 | 0 | 3 | 7  | 6  | +1   |
| 6    | Panamá Viejo FC (T)    | 6   | 5 | 1 | 3 | 1 | 10 | 11 | -1   |

| Légende : Qualifications et relégations | Légende : Qualifications et relégations             |
| --------------------------------------- | --------------------------------------------------- |
|                                         | Qualifié pour les demi-finales                      |
|                                         | (T) : Tenant du titre (P) : Promu de la saison 2000 |

#### Matchs
| Résultats (▼dom., ►ext.)                                   | Ára | Pan | Pla | San | Spo | Tau |
| Deportivo Árabe Unido                                      |     | 3-3 |     |     | 0-0 | 1-0 |
| Panamá Viejo FC                                            |     |     | 1-1 |     | 2-2 |     |
| CD Plaza Amador                                            | 4-1 |     |     |     | 1-5 |     |
| San Francisco FC                                           | 1-3 | 3-1 | 1-0 |     | 2-2 | 0-2 |
| Sporting San Miguelito                                     |     |     |     |     |     |     |
| Tauro FC                                                   |     | 2-3 | 0-1 |     | 3-1 |     |
| - Victoire à domicile - Match nul - Victoire à l'extérieur |     |     |     |     |     |     |

### La phase finale
Les quatre équipes qualifiées sont réparties dans le tableau final d'après leur classement général.
En cas d'égalité sur la somme des deux matchs, une prolongation et une séance de tirs au but ont éventuellement lieu. Lors de la finale, si les deux équipes n'arrivent pas à se départager un deuxième match est organisé.

#### Tableau
|  | 1/2 finale             | 1/2 finale             | 1/2 finale       | 1/2 finale | 1/2 finale | 1/2 finale            |                       |     | Finale | Finale | Finale | Finale | Finale |  |
|  |                        |                        |                  |            |            |                       |                       |     |        |        |        |        |        |  |
|  |                        |                        |                  |            |            |                       |                       |     |        |        |        |        |        |  |
|  |                        |                        |                  |            |            |                       |                       |     |        |        |        |        |        |  |
|  | Deportivo Árabe Unido  | Deportivo Árabe Unido  | (1)              | 2          | 4          |                       |                       |     |        |        |        |        |        |  |
|  | Deportivo Árabe Unido  | Deportivo Árabe Unido  | (1)              | 2          | 4          |                       |                       |     |        |        |        |        |        |  |
|  | Sporting San Miguelito | Sporting San Miguelito | (4)              | 2          | 3          |                       |                       |     |        |        |        |        |        |  |
|  | Sporting San Miguelito | Sporting San Miguelito | (4)              | 2          | 3          | Deportivo Árabe Unido | Deportivo Árabe Unido | (1) | 3      |        |        |        |        |  |
|  |                        |                        |                  |            |            |                       | Deportivo Árabe Unido | (1) | 3      |        |        |        |        |  |
|  |                        | San Francisco FC       | San Francisco FC | (3)        | 0          |                       |                       |     |        |        |        |        |        |  |
|  | CD Plaza Amador        | CD Plaza Amador        | San Francisco FC | (3)        | 0          | (2)                   | 1                     | 1   |        |        |        |        |        |  |
|  | CD Plaza Amador        | CD Plaza Amador        |                  |            |            | (2)                   | 1                     | 1   |        |        |        |        |        |  |
|  | San Francisco FC       | San Francisco FC       | (3)              | 2          | 2          |                       |                       |     |        |        |        |        |        |  |
|  | San Francisco FC       | San Francisco FC       | (3)              | 2          | 2          |                       |                       |     |        |        |        |        |        |  |

#### Demi-finales
| Club                  | Aller | Retour | Club                   | Commentaire |
| Deportivo Árabe Unido | 2-2   | 4-3    | Sporting San Miguelito |             |
| CD Plaza Amador       | 1-2   | 1-2    | San Francisco FC       |             |

#### Finale
|  | San Francisco FC | 0:3 | Deportivo Árabe Unido                             | Stade Rommel Fernández |
|  |                  |     | Emmanuel Ceballos · Alfredo Anderson · Blas Perez |                        |

## Tournoi Clausura
Le tournoi Clausura se déroule de la façon suivante, en trois phases :
- La phase de qualification : les neuf journées de championnat.
- La phase hexagonale : cinq journées de championnat supplémentaires.
- La phase finale : les matchs aller-retour allant des demi-finales à la finale.

### Phase de qualification
Lors de la phase de qualification les dix équipes affrontent à une reprises les neuf autres équipes selon un calendrier tiré aléatoirement.
Les six meilleures équipes sont qualifiées pour la phase hexagonale.
Le classement est établi sur le barème de points classique (victoire à 3 points, match nul à 1, défaite à 0).
Le départage final se fait selon les critères suivants :
- Le nombre de points.
- Le nombre de points particulier.
- La différence de buts particulière.
- La différence de buts générale.
- Le nombre de buts marqués.

#### Classement
| Rang | Équipe                 | Pts | J | G | N | P | Bp | Bc | Diff |
| ---- | ---------------------- | --- | - | - | - | - | -- | -- | ---- |
| 1    | CD Plaza Amador        | 17  | 9 | 5 | 2 | 2 | 16 | 12 | +4   |
| 2    | Alianza FC             | 16  | 9 | 5 | 1 | 3 | 14 | 11 | +3   |
| 3    | Deportivo Árabe Unido  | 15  | 9 | 3 | 6 | 0 | 10 | 7  | +3   |
| 4    | San Francisco FC       | 14  | 9 | 4 | 2 | 3 | 13 | 9  | +4   |
| 5    | Sporting San Miguelito | 14  | 9 | 4 | 2 | 3 | 13 | 12 | +1   |
| 6    | Tauro FC               | 13  | 9 | 4 | 1 | 4 | 11 | 9  | +2   |
| 7    | Atlético Nacional (en) | 12  | 9 | 3 | 3 | 3 | 12 | 10 | +2   |
| 8    | Chorrillo FC (P)       | 12  | 9 | 4 | 0 | 5 | 14 | 15 | -1   |
| 9    | Panamá Viejo FC (T)    | 8   | 9 | 2 | 2 | 5 | 15 | 17 | -2   |
| 10   | Atlético Chiriquí      | 4   | 9 | 1 | 1 | 7 | 7  | 23 | -16  |

| Légende : Qualifications et relégations | Légende : Qualifications et relégations             |
| --------------------------------------- | --------------------------------------------------- |
|                                         | Qualifié pour la phase hexagonale                   |
|                                         | (T) : Tenant du titre (P) : Promu de la saison 2000 |

#### Matchs
| Résultats (▼dom., ►ext.)                                   | Ali | Ára | Atl | Chi | Cho | Pan | Pla | San | Spo | Tau |
| Alianza FC                                                 |     | 0-0 | 2-1 |     |     | 3-2 | 3-2 |     |     | 2-0 |
| Deportivo Árabe Unido                                      |     |     |     | 1-1 | 1-0 | 2-2 |     | 2-1 |     |     |
| Atlético Nacional (en)                                     |     | 1-1 |     | 3-1 | 0-1 | 0-0 |     | 2-2 |     |     |
| Atlético Chiriquí                                          | 0-2 |     |     |     | 2-1 |     |     |     | 2-4 | 0-3 |
| Chorrillo FC                                               | 2-0 |     |     |     |     |     |     | 1-3 | 1-4 | 3-1 |
| Panamá Viejo FC                                            |     |     |     | 5-0 | 1-4 |     |     | 2-1 |     |     |
| CD Plaza Amador                                            |     | 2-2 | 2-1 | 2-1 | 3-1 | 4-2 |     |     | 1-0 |     |
| San Francisco FC                                           | 1-0 |     |     | 2-0 |     |     | 2-0 |     | 1-1 | 0-1 |
| Sporting San Miguelito                                     | 3-2 | 0-0 | 0-2 |     |     | 1-0 |     |     |     |     |
| Tauro FC                                                   |     | 0-1 | 1-2 |     |     | 2-1 | 0-0 |     | 3-0 |     |
| - Victoire à domicile - Match nul - Victoire à l'extérieur |     |     |     |     |     |     |     |     |     |     |

### La phase hexagonale
Lors de la phase hexagonale les six équipes affrontent à une reprises les cinq autres équipes selon un calendrier tiré aléatoirement.
Les quatre meilleures équipes sont qualifiées pour la phase finale.
Le classement est établi sur le barème de points classique (victoire à 3 points, match nul à 1, défaite à 0).
Le départage final se fait selon les critères suivants :
- Le nombre de points.
- Le nombre de points particulier.
- La différence de buts particulière.
- La différence de buts générale.
- Le nombre de buts marqués.

#### Classement
| Rang | Équipe                 | Pts | J | G | N | P | Bp | Bc | Diff |
| ---- | ---------------------- | --- | - | - | - | - | -- | -- | ---- |
| 1    | CD Plaza Amador        | 11  | 5 | 3 | 2 | 0 | 10 | 5  | +5   |
| 2    | Deportivo Árabe Unido  | 9   | 5 | 3 | 0 | 2 | 8  | 7  | +1   |
| 3    | San Francisco FC       | 8   | 5 | 2 | 2 | 1 | 9  | 6  | +3   |
| 4    | Tauro FC               | 7   | 5 | 2 | 1 | 2 | 9  | 7  | +2   |
| 5    | Alianza FC             | 5   | 5 | 1 | 2 | 2 | 4  | 6  | -2   |
| 6    | Sporting San Miguelito | 1   | 5 | 0 | 1 | 4 | 7  | 16 | -9   |

| Légende : Qualifications et relégations | Légende : Qualifications et relégations             |
| --------------------------------------- | --------------------------------------------------- |
|                                         | Qualifié pour les demi-finales                      |
|                                         | (T) : Tenant du titre (P) : Promu de la saison 2000 |

#### Matchs
| Résultats (▼dom., ►ext.)                                   | Ali | Ára | Pla | San | Spo | Tau |
| Alianza FC                                                 |     |     | 0-0 |     |     | 0-1 |
| Deportivo Árabe Unido                                      | 3-1 |     |     |     | 3-1 | 1-0 |
| CD Plaza Amador                                            |     | 3-1 |     |     | 3-1 | 3-2 |
| San Francisco FC                                           | 1-2 | 2-0 | 1-1 |     | 4-2 | 1-1 |
| Sporting San Miguelito                                     | 1-1 |     |     |     |     | 2-5 |
| Tauro FC                                                   |     |     |     |     |     |     |
| - Victoire à domicile - Match nul - Victoire à l'extérieur |     |     |     |     |     |     |

### La phase finale
Les quatre équipes qualifiées sont réparties dans le tableau final d'après leur classement général.
En cas d'égalité sur la somme des deux matchs, une prolongation et une séance de tirs au but ont éventuellement lieu. Lors de la finale, si les deux équipes n'arrivent pas à se départager un deuxième match est organisé.

#### Tableau
|  | 1/2 finale            | 1/2 finale            | 1/2 finale            | 1/2 finale | 1/2 finale | 1/2 finale |                 |                 | Finale | Finale | Finale | Finale | Finale |  |
|  |                       |                       |                       |            |            |            |                 |                 |        |        |        |        |        |  |
|  |                       |                       |                       |            |            |            |                 |                 |        |        |        |        |        |  |
|  |                       |                       |                       |            |            |            |                 |                 |        |        |        |        |        |  |
|  | CD Plaza Amador       | CD Plaza Amador       | (1)                   | 0          | 2          | 0(6)       |                 |                 |        |        |        |        |        |  |
|  | CD Plaza Amador       | CD Plaza Amador       | (1)                   | 0          | 2          | 0(6)       |                 |                 |        |        |        |        |        |  |
|  | Tauro FC              | Tauro FC              | (4)                   | 1          | 1          | 0(5)       |                 |                 |        |        |        |        |        |  |
|  | Tauro FC              | Tauro FC              | (4)                   | 1          | 1          | 0(5)       | CD Plaza Amador | CD Plaza Amador | (1)    | 0      | 0(2)   |        |        |  |
|  |                       |                       |                       |            |            |            | CD Plaza Amador | CD Plaza Amador | (1)    | 0      | 0(2)   |        |        |  |
|  |                       | Deportivo Árabe Unido | Deportivo Árabe Unido | (2)        | 0          | 0(3)       |                 |                 |        |        |        |        |        |  |
|  | Deportivo Árabe Unido | Deportivo Árabe Unido | Deportivo Árabe Unido | (2)        | 0          | 0(3)       | (2)             | 0               | 2      |        |        |        |        |  |
|  | Deportivo Árabe Unido | Deportivo Árabe Unido |                       |            |            |            | (2)             | 0               | 2      |        |        |        |        |  |
|  | San Francisco FC      | San Francisco FC      | (3)                   | 1          | 0          |            |                 |                 |        |        |        |        |        |  |
|  | San Francisco FC      | San Francisco FC      | (3)                   | 1          | 0          |            |                 |                 |        |        |        |        |        |  |

#### Demi-finales
| Club                  | Aller | Retour | Club             | Commentaire       |
| CD Plaza Amador       | 0-1   | 2-1    | Tauro FC         | Tirs au but : 6-5 |
| Deportivo Árabe Unido | 0-1   | 2-0    | San Francisco FC |                   |

#### Finale
|  | Deportivo Árabe Unido | 0:0 (a.p.) | CD Plaza Amador | Stade Armando Dely Valdes |
|  |                       | (0:0)      |                 |                           |
|  | Tirs au but 3:2       |            |                 |                           |

## Classement cumulatif
| Rang | Équipe                    | Pts | J  | G | N | P  | Bp | Bc | Diff |
| ---- | ------------------------- | --- | -- | - | - | -- | -- | -- | ---- |
| 1    | San Francisco FC          | 31  | 18 | 9 | 4 | 5  | 30 | 22 | +8   |
| 2    | CD Plaza Amador           | 31  | 18 | 9 | 4 | 5  | 29 | 24 | +5   |
| 3    | Deportivo Árabe Unido (C) | 30  | 18 | 8 | 6 | 4  | 24 | 16 | +8   |
| 4    | Alianza FC                | 29  | 18 | 8 | 5 | 5  | 27 | 22 | +5   |
| 5    | Tauro FC                  | 28  | 18 | 8 | 4 | 6  | 27 | 21 | +6   |
| 6    | Sporting San Miguelito    | 27  | 18 | 8 | 3 | 7  | 27 | 23 | +4   |
| 7    | Panamá Viejo FC           | 24  | 18 | 6 | 6 | 6  | 31 | 29 | +2   |
| 8    | Atlético Nacional (en)    | 21  | 18 | 5 | 6 | 7  | 19 | 22 | -3   |
| 9    | Chorrillo FC (P)          | 21  | 18 | 6 | 3 | 9  | 20 | 25 | -5   |
| 10   | Atlético Chiriquí         | 6   | 18 | 1 | 3 | 14 | 16 | 46 | -30  |

| Légende : Qualifications et relégations | Légende : Qualifications et relégations                                    |
| --------------------------------------- | -------------------------------------------------------------------------- |
|                                         | Copa Interclubes UNCAF 2002 (Phase de groupes)                             |
|                                         | Relégué en Primera A                                                       |
|                                         | (C) : Vainqueur des deux tournois de l'année (P) : Promu de la saison 2000 |

## La "Grand Final"
Le Deportivo Árabe Unido ayant remporté les deux tournois de la saison, il n'y a pas eu de "Grand Final" organisée.

## Bilan du tournoi
| Tableau d'Honneur        |                       |
| Compétition              | Vainqueur             |
| Championnat ANAPROF 2001 | Deportivo Árabe Unido |

| Qualifications continentales 2002-2003 |                                |
| Copa Interclubes UNCAF                 | Qualifiés                      |
| Phase de groupes                       | Deportivo Árabe Unido Tauro FC |

| Promotions et relégations |                                          |
| Relégué en Primera A      | Atlético Chiriquí Atlético Nacional (en) |
| Promu de Primera A        | Atlético Veragüense (en)                 |